# Ducado de Suabia
El ducado de Suabia (llamado hasta 1079 ducado de Alamania) se formó en 915, después de la reforma de los condados de la Francia Oriental. Se extendía desde la cordillera de los Vosgos hasta el río Lech y la ciudad italiana de Chiavenna. A la muerte sin herederos del duque Conrado IV de Suabia en 1268, la línea de los Hohenstaufen se extinguió, y el ducado de Suabia se desintegró en varios condados, ciudades y abadías libres, de los que la mayor parte existieron hasta la Mediatización y secularización de 1803.

## Resumen histórico

El Sacro Imperio Romano Germánico hacia el año 1000.
----
Ducado de Sajonia
Alta Lorena
Baja Lorena
Ducado de Franconia
Ducado de Suabia
Ducado de Baviera

En 746, los carolingios afirmaron su dominio. Pipino el Breve suprime a los duques nacionales y hace gobernar Alemania por dos condes. En el siglo IX, después del desmembramiento del Imperio carolingio, estos condes se volvieron independientes. Conrado I les hace ejecutar en 917, y da un título ducal extendido a Alemania, uniendo Alsacia y Suabia, a Burcardo II. Este se hace reconocer por Enrique I el Pajarero, de la Dinastía Sajona. En 925, cuando Enrique I se apodera de Lotaringia, separa Alsacia, para integrarla en el ducado suabo.
A Burcardo II, le suceden Herman I, que se casa con su viuda, y Liudolfo, hijo del rey Otón, y yerno de Herman. Este se rebela contra su padre, y es reemplazado por Burcardo III, que muere sin descendencia. Otón II entrega el ducado de Suabia al hijo de Ludolfo, Otón I, que muere en 982. A continuación se suceden Conrado I, primo del emperador, y Herman II, su sobrino, quien también gobierna Alsacia. El hijo de este, Herman III tiene por heredera a su hermana Gisela, esposa del margrave de Austria, la cual ejerce la regencia en nombre de su hijo menor Ernesto I en 1015, y luego se casa con Conrado II, más tarde emperador. Ernesto II, rebelado contra su suegro, pierde Suabia, que Conrado II entrega en 1030 al segundo hijo de Gisela, Herman IV, muerto sin descendencia, y luego a su propio hijo, Enrique III el Negro, futuro emperador, quien enfeuda Suabia al conde palatino del Rin, Otón II en 1045, y después de su muerte, al margrave Otón de Schweinfurt, en 1048. Al desaparecer este también sin herederos, el ducado pasa al conde Rodolfo de Rheinfelden en 1057. Esta fue una elección desgraciada, porque este disputa el imperio a Enrique IV, pero es derrotado y muerto. El emperador le había retirado Suabia para dársela al conde Federico I, de la familia Hohenstaufen. Este debió combatir no solamente al hijo del anticésar Bertoldo de Rheinfelden, sino también a su yerno, Bertoldo de Zähringen, y fue obligado a hacer concesiones en 1096. Los bienes de los güelfos debieron ser cedidos a Baviera, y Brisgau y la procuraduría de Zúrich a la Casa de Zahringen. La capital del ducado, que estaba hasta entonces en Zúrich, pasó a Ulm.
Los duques siguientes fueron Federico II el Ciego en 1105, y Federico III, que llegó a emperador, como Federico Barbarroja. Llegados al trono, los Hoenstaufen conservaron el ducado de Suabia en su familia. Así, colocaron  primero al joven Federico IV de Rotenburgo, hijo del emperador Conrado III, y luego a cuatro hijos de Barbarroja, entre ellos a Federico V en 1167, Conrado II en 1191, y Felipe en 1196, el cual a su vez petendía el imperio. La lucha que sostuvo precipitó la disolución del ducado. Para comprar apoyos, distribuyó casi todas sus tierras. Su sucesor, el emperador Federico II, puso a la cabeza del ducado de Suabia a su hijo Enrique II en 1216, y después de su rebelión, a su segundo hijo, Conrado IV, el cual, una vez coronado emperador, lo transmitió a su hijo Conradino en 1254. Este heroico niño fue, a la vez, el último Hoehenstaufen y el último duque de Suabia. Cuando partió, con catorce años, a reconquistar el reino de Sicilia, comprometió lo que le quedaba al conde de Wurtenberg: el mariscalato de Suabia, el patronato de Ulm, y las landas de Leutkirch.